# Venta-vízesés
A Venta-vízesés Lettországban a Venta folyón, Kuldīga közelében található. Ez Európa legszélesebb vízesése, mivel átlagos vízhozamnál 249 méter széles, míg a tavaszi áradások idején 270 méter fölé is emelkedhet a szélessége. Magassága 1,8-2,2 m, mely az aktuális vízállástól függ.
A vízesés Devon időszaki dolomitba vájódott a Venta folyón lévő természetes akadály leküzdése miatt. Mivel a középkorban a belföldi hajóknak az akadály miatt mindenképpen meg kellett itt állniuk, ezért jött létre a közelben fekvő Kuldīga település. A 17. és a 19. században történtek munkálatok a vízesés megkerülésére, de ezek végül abbamaradtak.
A folyó természetes szűkületein halászathoz használt farácsokat helyeztek el a helyiek, hogy pisztrángot és tokhalat fogjanak velük. Ezen eszközök miatt ragadt Kuldīga településre az a rigmus, hogy ez az a hely, ahol pisztrángot foghatsz a levegőben. Egyesek 80–100 pisztrángot is képesek voltak kifogni itt naponta. Azokat a halakat, amelyek túl kicsik voltak ahhoz, hogy ezek a faeszközök megfogják, a folyó szélein elhelyezett merítőkosarakkal fogták ki.
A helyszínt 1997-ben Lettország természeti emlékhelyévé nyilvánították.

## Fordítás
- Ez a szócikk részben vagy egészben  a   Venta Rapid című angol Wikipédia-szócikk ezen változatának fordításán alapul.  Az eredeti cikk szerkesztőit annak laptörténete sorolja fel. Ez a jelzés csupán a megfogalmazás eredetét és a szerzői jogokat jelzi, nem szolgál a cikkben szereplő információk forrásmegjelöléseként.